# チケットゲッター
チケットゲッターとは、入手しづらいチケットを入手できる人。

## 概要
以下のような様々な方法を駆使して、人気チケットを入手する。
- チケットの販売を行っているプレイガイドの会員になって先行販売で入手する方法[1][2]
- ファンクラブ会員になって会員枠という形で入手する方法[1][2]
- 先行販売や先行販売の告知が行われるアーティスト公式HPの頻繁に訪れていち早く情報を知って入手する方法[1]
- ホームタウン優先販売を利用する方法[2]
- チケット売り場に毎日継続的に数枚購入しに通って入手する方法
- 大人数の部下やバイトを使って購入させる方法
- ボットと呼ばれる特殊なコンピュータプログラムを駆使する。

ダフ屋は上記の方法を駆使して、転売目的に人気チケットを大量購入する。

## 関連書籍
- 暮らしの達人研究班「プロから聞いた黄金の隠しワザ―ナルホド! そんなうまい手があったのか!!」(河出書房新社）
- 桜井もえ「ヤフオクでもっと儲ける100のルール」（技術評論社）